# Enana de Tucana
La galaxia enana de Tucana es una galaxia enana en la constelación Tucana, descubierta en 1990 por RJ Lavery del Observatorio del monte Stromlo. Está compuesta por estrellas muy antiguas y está muy aislada de otras galaxias. Su ubicación en el lado de la Vía Láctea opuesto a las otras galaxias del grupo local la convierte en un importante objeto de estudio.

## Propiedades
Es una galaxia enana esferoidal de tipo dE5. Contiene sólo estrellas viejas, formadas en una única era de formación estelar alrededor del tiempo en que se crearon los cúmulos globulares de la Vía Láctea. Actualmente no está experimentando ninguna formación estelar, a diferencia de otras galaxias enanas aisladas.
No contiene demasiado gas hidrógeno neutro y tiene una metalicidad significativamente baja de -1,8, sin existir una dispersión significativa de la metalicidad en toda la galaxia.  No parece haber ninguna subestructura en la distribución estelar de la galaxia. 

## Ubicación
Se encuentra en la constelación de Tucana, a unos 2,800 años luz (870 kpc) de distancia, en el lado de la Vía Láctea opuesto a la mayoría de las otras galaxias del grupo local y, por lo tanto, es importante para comprender la cinemática y la historia de ls formación del grupo local,  así como el papel del entorno para determinar cómo evolucionan las galaxias enanas. Está aislada de otras galaxias, y ubicada cerca del borde del grupo local,  alrededor de 3,600 años luz (1,100 kpc) del baricentro del grupo local, el segundo más remoto de todas las galaxias miembras después de la galaxia enana irregular de Sagitario.
Es una de las dos únicas galaxias enanas esferoidales del grupo local que no se encuentran cerca de la Vía Láctea ni de la galaxia de Andrómeda. Se cree que se acercó a esta hace unos 11 mil millones de años, lo que expulsó a la lejana galaxia enana de Tucana a su posición actual; Estas galaxias se denominan «galaxias backsplash».